# کیسوکه هوندا
کیسوکه هوندا (به ژاپنی: 本田 圭佑؛ زادهٔ ۱۳ ژوئن ۱۹۸۶) بازیکن فوتبال اهل ژاپن است که در پست هافبک بازی می کند.
وی در سال ۲۰۱۴ از زسکا مسکو به باشگاه آث میلان ایتالیا پیوست.

## افتخارات

### باشگاهی
فنلو
- لیگ دسته اول فوتبال هلند: ۰۹–۲۰۰۸

زسکا مسکو
- لیگ برتر فوتبال روسیه: ۱۳–۲۰۱۲
- جام حذفی فوتبال روسیه: ۱۱–۲۰۱۰، ۱۳–۲۰۱۲
- سوپر جام فوتبال روسیه: ۲۰۱۳

میلان
- سوپر جام فوتبال ایتالیا: ۲۰۱۶

نفتچی
- لیگ برتر آذربایجان: ۲۰۲۰-۲۱

### ملی
ژاپن
- جام ملت‌های آسیا: ۲۰۱۱

### انفرادی
- بهترین و ارزشمندترین بازیکن لیگ دسته اول فوتبال هلند: ۰۹–۲۰۰۸
- بهترین و ارزشمندترین بازیکن جام ملت‌های آسیا: ۲۰۱۱
- بهترین بازیکن سال ژاپن: ۲۰۱۰